# Huétor Vega (kommunhuvudort)
Huétor Vega är en kommunhuvudort i Spanien. Den ligger i provinsen Provincia de Granada och regionen Andalusien, i den södra delen av landet, 400 km söder om huvudstaden Madrid. Huétor Vega ligger 746 meter över havet och antalet invånare är 11 324.
Terrängen runt Huétor Vega är varierad. Runt Huétor Vega är det ganska tätbefolkat, med 65 invånare per kvadratkilometer. Närmaste större samhälle är Granada, 5,8 km nordväst om Huétor Vega. Trakten runt Huétor Vega består till största delen av jordbruksmark.